# یاروووکا

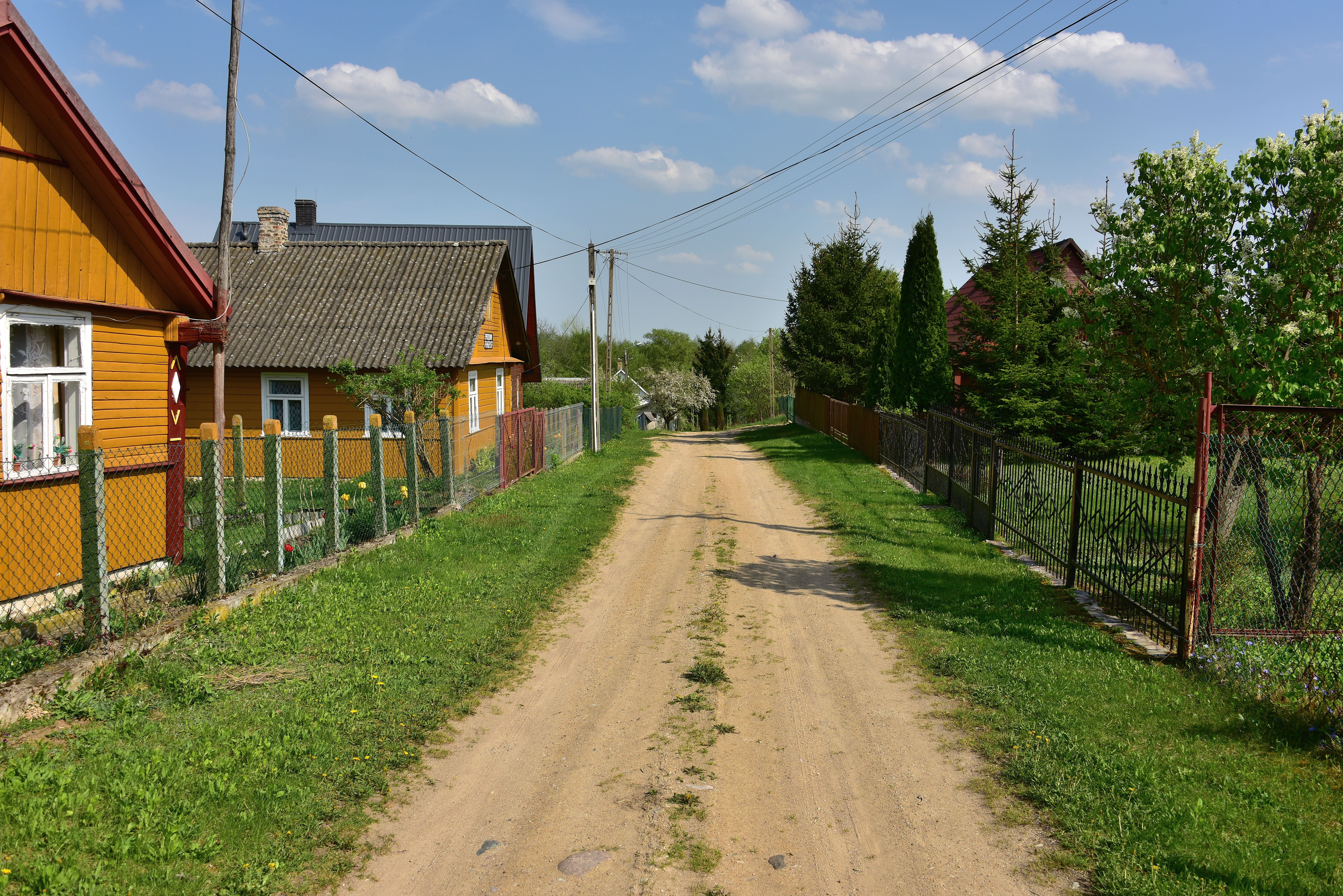
عکسی از داخل روستا

یاروووکا (به لاتین: Jaryłówka) یک روستا در لهستان است که در گمینا گرودک واقع شده‌است.